# تيكو-تيكو
مانويل جوزيه لويس بوكوان (بالبرتغالية: Manuel Bucuane‏) الشهير باسم تيكو-تيكو (مواليد 16 أغسطس 1973 في مابوتو) لاعب كرة قدم موزمبيقي دولي يجيد اللعب في خط الهجوم . يلعب لصالح نادي جومو كوزموز الجنوب الأفريقي منذ 2008 .

## روابط خارجية
- تيكو-تيكو على موقع الاتحاد الدولي (مؤرشف)  (الإنجليزية)
- تيكو-تيكو على موقع الدوري الأمريكي (الإنجليزية)
- تيكو-تيكو على موقع قاعدة بيانات كرة القدم.إي يو (الإنجليزية)
- تيكو-تيكو على موقع ناشيونال فوتبول تيمز (الإنجليزية)
- تيكو-تيكو على موقع عالم كرة القدم.نت (الإنجليزية)